# Борзойское сельское поселение
Борзойское се́льское поселе́ние — муниципальное образование в Шатойском районе Чеченской Республики Российской Федерации.
Административный центр — село Борзой.

## География
Находится на юге республики в Аргунском ущелье. Шатойский район.

## Население
| 2010  | 2012  | 2013  | 2014  | 2015  | 2016  | 2017  |
| ----- | ----- | ----- | ----- | ----- | ----- | ----- |
| 4717  | ↗4914 | ↗4940 | ↘4903 | ↗5003 | ↗5681 | ↗5923 |
| 2018  | 2019  | 2020  | 2021  | 2023  | 2024  |       |
| ↘5884 | ↘5739 | ↗5761 | ↘4417 | ↘4398 | ↘4271 |       |

Чеченцы: Тумсой, Мержой , Борзхой, Шикарой, Халкелой, Чинхой, и другие.

## Состав сельского поселения
| № | Населённый пункт | Тип населённого пункта       | Население |
| - | ---------------- | ---------------------------- | --------- |
| 1 | Борзой           | село, административный центр | ↘3667     |
| 2 | Редухой          | село                         | ↗269      |
| 3 | Тумсой           | село                         | ↗385      |